# Centar (košarka)
Centar je jedna od pet košarkaških pozicija. Centar je najčešće visok igrač koji je snažan i ima veliku tjelesnu masu (težinu). Tipičan centar je uglavnom viši od 2,08 m. U mnogim slučajevima centri koriste svoju masu i visinu za zabijanje koševa, a u obrani su često ključ pobjede svoje momčadi jer sprječavaju postizanje koševa unutar reketa. Često su najbolji skakači svojih momčadi i blokeri. Centar koji posjeduje veličinu, atletizicam i košarkašku vještinu predstavlja dominantnost svoje momčadi, poput Shaquille O'Neala i Yao Minga.